# Рене Добрий
Рене́ I (лат. Renatus, фр. René; 16 січня 1409 — 10 липня 1480 ) — король Неаполю (1435—1442), герцог Анжуйський. Французький поет. Прізвисько — До́брий. Також — добрий король Рене́ (фр. le bon roi René).

## Біографія

### Молоді роки
Походив з роду Анжу-Валуа. Другий син Людовика II, короля Неаполю, і Іоланди Арагонської. Народився в Анже в 1409 році.
В 1417 році після смерті батька отримав титул графа де Гіза (до 1425 року). У 1419 році кардинал Людовик Барський всиновив Рене і зробив його спадкоємцем Барського герцогства. У жовтні 1420 року Рене одружився з Ізабеллою, дочкою герцога Лотарингії. Протягом 1420-х років був зайнятий переважно прикордонними сутичками проти бургундців в Барі і Лотарингії.
У квітні 1429 році Рене приніс Джону, герцогу Бедфорду (англійському регенту Франції) оммаж за Анжуйське герцогство, але незабаром з'явився в рядах французької армії. Брав участь в поході на Мец. Рене перебував при дворі герцога Карла Лотаринзького, коли туди прибула Жанна д'Арк, вона також зажадала, щоб Рене супроводжував її до Шинону, герцог надав Жанні чорного коня і 40 франків, але Рене відмовився супроводжувати її. На коронації Карла VII в Реймсі 17 липня 1429 року Рене присвятив в лицарі граф де Клермон.

### Боротьба з Водемоном
У червні 1430 року після несподіваної смерті Людовика Барського, Рене став герцогом Барським. Через шість місяців у січні 1431 року помер герцог Карл II Лотаринзький, і Рене намагався відстояти спадкові права своєї дружини. Ці претензії обернулися війною з дядьком Ізабелли — Антуаном де Водемон, прихильником герцога Бургундського.
Вирішальна битва відбулася при Буленьвіле 2 липня 1431 року. У Водемона було 4000 вояків, включаючи 1000—1200 пікардійців (з маршалом Бургундії) і 120 англійців. Свою армію він вибудував за порадою англійського лицаря, сера Джона Ладена — лучники попереду і на флангах, перед ними вбиті кілки, все латники спішилися (хоча не відразу — французи хотіли залишитися верхом), тил прикритий 16-20 обозними возами. Поруч з лучниками знаходилися гармати і кулеврини, число яких невідомо. Армія Рене складала 6000 баррців, лотарингців і німців, але у нього було менше лучників. Простоявши дві години, приблизно о 11 годині Рене перейшов в наступ. Його зустріли постріли пікардських і англійських лучників і гарматні постріли. Витримавши такий натиск протягом чверті години, баррці зрештою здригнулися і побігли. Їх переслідували протягом двох льє. В результаті Рене втратив 2500-3000 загиблими і 200 полоненими, серед останніх був і він сам. Бургундці втратили лише 40 осіб, з них тільки одного латника.

### Полон
Антуан де Водемон передав бранця своєму сюзерену Філіпу Бургундському, герцог запроторив Рене до в'язниці в Діжоні. За цей час він був визнаний за герцога Лотарингского імператором Сигізмундом Люксембургом.
Під час полону Рене розважав себе малюванням, в той час як його дружина збирала викуп і вела перемовини з герцогом Бургундії. Рене вдалося звільнитися після обіцянки видати свою дев'ятирічну доньку Іоланду за спадкоємця свого ворога, Фредеріка де Водемона, віддавши в придане частину спірних земель. Рене також повинен був заплатити величезний викуп і залишити двох своїх синів в заручниках, а також відправити Іоланду на виховання до її майбутньої свекрухи. Позаяк Рене не міг заплатити викуп вчасно, він повернувся до в'язниці герцога Бургундського. В цей же час його другу дочку Маргариту заручили в графом де Сен-Поль. Водночас 1433 року від його імені було укладено союз з важливим містом Мец.

### Король Неаполя
У листопаді 1434 році помер старший брат Рене — герцог — Людовик III Анжуйський. Рене успадкував Анжу, Прованс і права на королівства Неаполітанське, Сицилійське і Єрусалимське, оскільки отримав статус спадкоємця бездітної Джованни II, королеви Неаполя. Після її смерті став номінально королем Неаполя.
Оскільки Філіпп III Добрий відмовився відпустити Рене, неаполітанські посли коронували його дружину Ізабеллу, яка відбула в Італію, де була змушена вести боротьбу проти Альфонсо Арагонського, колишнього спадкоємця Джованни II. За підтримки Генуї та найманців вдалося підкорити Абруццо і Кампанію, а також захопити Неаполь. У цей час все ще полонений Рене був посередником на мирних переговорах в Невері між Францією і Бургундією, що передували Арраському миру.
У 1437 після сплати 400 тис. золотих екю Рене Анжуйський отримав свободу. Після звільнення з ув'язнення в Діжоні він знову висунув права на королівство Неаполь і прибув до Італії в травні 1438, щоб відвоювати Неаполь, який захопив Альфонсо V, король Арагона і Сицилії.
Після чотирьох років фактично безперервної війни Рене зазнав нищівної поразки від Альфонсо V і був змушений в липні 1442 втекти з Неаполя. Після цього залишався лише титулярним королем.

### Сторічна війна
Після цього повернувся до Анжу, де мав розкішний двір у Анжері. Потім Рене перебрався до двору свого зятя, короля Карла VII, одруженого з його сестрою Марією, і намагався зміцнити свої позиції в королівській раді, чому сприяла Агнеса Сорель, фрейліна герцогині Ізабелли, яка стала офіційною коханкою короля.
У травні 1444 року друга донька Рене Доброго Маргарита була заручена з королем Англії Генріхом VI, шлюб повинен був скріпити підписане перемир'я в Турі того ж року. Після того Рене намагався через неї змусити англійського короля передати права на Мен і відмовитися від претензій на Анжу. В тому ж році підтримав французького короля Карл VII у поході на Мец. Наслідком цього стало списання боргу Лотарингії перед магистратом Меца.
11 серпня 1448 року в Анже король Рене, у наслідування Ордена Хреста заснованого правителем Провансу, Неаполя і Єрусалиму Люї I Анжуйським, заснував лицарський Орден Півмісяця.
Перемир'я пізніше було порушено, і війна відновилася в 1449 році. Рене бився в 1449—1450 роках на боці Карла VII проти англійців в Нормандії. Брат Рене, Карл Анжуйський, граф де Мен, був близьким радником Карла VII. У лютому 1452 року померла дружина Рене. Після смерті Ізабелли Рене отримав всі права на володіння в Лотарингії. Рене передав своєму синові Жану II. 1454 року оженився на доньці де Лаваля. Повінчали їх в Анжерському абатстві Сен-Ніколя, а медовий місяць вони провели в Сомюрі.

### Нова війна за Неаполь
Син Рене — Жан II — знову намагався відвоювати Неаполь в Феринанда I, коли 1459 року на півдні Неаполітанського королівства повстав Джованні Антоніо Орсіні, князя Таранто. Анжуйські війська на чолі із Жаном II і Якопо Піччініно перемогли у декількох битвах. Проте після зради Орсіні зазнав поразки при Троє у 1462 році. 1465 року у морській битві зазнали поразки генуезці, після чого Рене остаточно відмовився від намірів захопити Неаполь.
У 1466 році каталонці повстали проти Хуана II, короля Арагона, і визнали Рене своїм королем. Його син Жан вирушив до Каталонії захищати права батька, добувати собі титул графа Барселони і влада над Каталонією, проте в 1470 загинув під час цієї кампанії так нічого і не домігшись. На цьому арагонські претензії анжуйців закінчилися.

### Останні роки
Після смерті сина Рене був змушений заповісти герцогство Анжу Людовику XI, королю Франції, який захопив Анжу в 1475 року, не чекаючи смерті заповідача. Слідом за цим Рене оселився в єдиному володінні, що в нього залишилося — Провансі. Водночас вступив у конфлікт з Карлом Сміливим, герцогом Бургундії, який висунув права на Лотарингію. На деякий час Рене втратив це герцогство, але в союзі зі швейцарцями у битві при Нансі 1477 року переміг бургундське військо. 1476 році прийняв при своєму дворі доньку — колишню англійську королеву Маргариту.
У Провансі він зібрав при своєму дворі в місті Екс-ан-Прованс численних поетів, художників, музикантів. Рене Добрий помер в Екс-ан-Провансі 10 липня 1480. Після смерті Рене графство Прованс і права на Неаполітанське королівство перейшли до його небожа Карла Менського, що прийняв як король Неаполя ім'я Карл IV (втім він був лишетитулярним королем).

## Творчість
Рене увійшов в історію як останній король-трубадур. Обмінювався віршами з герцогом Карлом Орлеанським. Для своєї дружини Жанни де Лаваль Рене написав пасторальну оду «Рене і Жаннетон» з 10 000 рядків. 
Є автором двох алегоричних трактатів: діалогу, моральної критики «The Mortification of Vain Pleasure» («Позбавлення від марнотного задоволення», 1455) та любовного квесту «Livre du Cuer d'amours espris» (Книга любові — «Потьмарене серце», 1457). Перший з цих трактатів має складну змістовну структуру. Абстрактні категорії набувають характеру алегорій, а алегорії перетворюються на театральних персонажів. Ці персонажі зображені на мініатюрах художника Бартелемі д'Ейка. Присутня ієрархія сюжетів. Від сюжету до сюжету картина стає більш складною, алегорія — більш розгалуженою, зміст останніх притч — більш піднесеним. 
Наприкінці життя він написав книгу про правила проведення лицарських турнірів («Le Livre des torulois або Traicte de la Forme de Devis d'un Tournoi», бл. 1460). В ній описано стародавні правила та традицій турнірів Франції, Німеччини та Нідерландів.
Був також художником аматором, що малював у фламандському стилі. Водночас патронував художнику Бартелемі д'Ейку.
Рене Добрий був великим прихильником п'єс-містерій, які постійно ставилися на його кошт.

## Родина
1 Дружина — Ізабела, донька Карла II, герцога Лотарингії
Діти:
- Ізабелла (1424) — померла немовлям.
- Іоанн (1425—1470) — маркіз Понт-а-Муссона (з 1444), герцог Лотарингії (з 28 лютого 1453).
- Ренат (1426) — помер немовлям.
- Людовик (1427— 1444) — маркіз Понт-а-Муссона. Він і його старший брат Іоанн були передані бургундцям в якості заручників у квітні 1432 року, в обмін на звільнення їх батька Рене з полону. Помер у в'язниці від пневмонії, у віці шістнадцяти років. Похований в церкві Св. Антонія в Понт-а-Муссоні.
- Ніколя (1428—1430) — старший брат-близнюк Іоланди. Помер в дитинстві.
- Іоланда (1428—1483) — герцогиня Лотарингії (з 1473) та Бара (з 1480), дружина графа Водемона Фрідріха II (з 1445).
- Маргарита (1430—1482) — дружина Генріха VI Ланкастера, короля Англії.
- Карл (1431—1432) — граф де Гіз.
- Луїза (1436—1438) — померла в дитинстві.
- Анна (1437—1450) — померла в юності. Похована в Гарданні.

2 Дружина — Жанна де Лаваль, дочка Гі де Лаваля
Діти: не було
- 3 бастарди.